# NGC 140
NGC 140 (ook wel PGC 1916, UGC 311, MCG 5-2-21, ZWG 500.38 of IRAS00287+3031) is een spiraalvormig sterrenstelsel in het sterrenbeeld Andromeda.
NGC 140 werd op 5 november 1882 ontdekt door de Franse astronoom Édouard Jean-Marie Stephan.